# Klaus Seifert (Journalist)
Klaus Seifert (* 1941 in Schirgiswalde; † 22. Januar 2013 in Unna) war ein deutscher Journalist.

## Leben
Nach dem Besuch der Realschule und eines Gymnasiums in Aachen volontierte er bei der Aachener Volkszeitung. Seine journalistische Ausbildung erhielt er unter anderem bei Emil Dovifat. Von 1963 bis 2003 war er Redakteur beim Hellweger Anzeiger in Unna. Er arbeitete als Lokalredakteur, ab 1967 leitete er die Lokalredaktion und wurde stellvertretender Chefredakteur, ab 1978 war er Chefredakteur des Blattes. Von 1990 bis 2003 war er zugleich Chefredakteur des Döbelner Anzeigers. 2003 ging er in den Ruhestand und war danach Wissenschaftsjournalist und Autor tätig. Er wirkte ehrenamtlich im Forum Generationen Unna sowie in der Geschichtswerkstatt Unna mit. Seifert war verheiratet und hatte eine Tochter.